# Velika nagrada Bahreina 2017.
Velika nagrada Bahreina (službeno: 2017 Formula 1 Gulf Air Bahrain Grand Prix) utrka je bolida Formule 1. Održana je 16. travnja 2017. godine u Shakiru, u Bahreinu. Bila je to treća utrka sezone 2017.

## Sudionici utrke
| #  | Vozač             | Momčad                           | Šasija            | Motor                             | Guma |
| -- | ----------------- | -------------------------------- | ----------------- | --------------------------------- | ---- |
| 2  | Stoffel Vandoorne | McLaren-Honda Formula 1 Team     | McLaren MCL32     | Honda RA617H V6 t h 1.6           | P    |
| 3  | Daniel Ricciardo  | Red Bull Racing                  | Red Bull RB13     | TAG Heuer V6 t h 1.6              | P    |
| 5  | Sebastian Vettel  | Scuderia Ferrari                 | Ferrari SF70H     | Ferrari 062 V6 t h 1.6            | P    |
| 7  | Kimi Räikkönen    | Scuderia Ferrari                 | Ferrari SF70H     | Ferrari 062 V6 t h 1.6            | P    |
| 8  | Romain Grosjean   | Haas F1 Team                     | Haas VF-17        | Ferrari 062 V6 t h 1.6            | P    |
| 9  | Marcus Ericsson   | Sauber F1 Team                   | Sauber C36        | Ferrari 059/5 V6 t h 1.6          | P    |
| 11 | Sergio Pérez      | Sahara Force India F1 Team       | Force India VJM10 | Mercedes M00 EQ Power+ V6 t h 1.6 | P    |
| 14 | Fernando Alonso   | McLaren-Honda Formula 1 Team     | McLaren MCL32     | Honda RA617H V6 t h 1.6           | P    |
| 18 | Lance Stroll      | Williams Martini Racing          | Williams FW40     | Mercedes M08 EQ Power+ V6 t h 1.6 | P    |
| 19 | Felipe Massa      | Williams Martini Racing          | Williams FW40     | Mercedes M08 EQ Power+ V6 t h 1.6 | P    |
| 20 | Kevin Magnussen   | Haas F1 Team                     | Haas VF-17        | Ferrari 062 V6 t h 1.6            | P    |
| 26 | Daniil Kvjat      | Scuderia Toro Rosso              | Toro Rosso STR12  | Renault R.E.17 V6 t h 1.6         | P    |
| 27 | Nico Hülkenberg   | Renault Sport Formula One Team   | Renault R.S.17    | Renault R.E.17 V6 t h 1.6         | P    |
| 30 | Jolyon Palmer     | Renault Sport Formula One Team   | Renault R.S.17    | Renault R.E.17 V6 t h 1.6         | P    |
| 31 | Esteban Ocon      | Sahara Force India F1 Team       | Force India VJM10 | Mercedes M08 EQ Power+ V6 t h 1.6 | P    |
| 33 | Max Verstappen    | Red Bull Racing                  | Red Bull RB13     | TAG Heuer V6 t h 1.6              | P    |
| 44 | Lewis Hamilton    | Mercedes AMG Petronas Motorsport | Mercedes F1 W08   | Mercedes M08 EQ Power+ V6 t h 1.6 | P    |
| 55 | Carlos Sainz      | Scuderia Toro Rosso              | Toro Rosso STR12  | Renault R.E.17 V6 t h 1.6         | P    |
| 77 | Valtteri Bottas   | Mercedes AMG Petronas Motorsport | Mercedes F1 W08   | Mercedes M08 EQ Power+ V6 t h 1.6 | P    |
| 94 | Pascal Wehrlein   | Sauber F1 Team                   | Sauber C36        | Ferrari 059/5 V6 t h 1.6          | P    |

Nijemac Sebastian Vettel bio je najbrži na prva dva treninga u Bahreinu, dok je na trećem treningu najbrži bio Nizozemac Max Verstappen u Red Bullu.
Finac Valtteri Bottas osvojio je prvo startno mjesto ispred momčadskog kolege Lewisa Hamiltona. Bio je to prvi pole position za Bottasa u Formuli 1. Drugi startni red pripao je Vettelu i Danielu Ricciardu.
Utrku je poveo Bottas, dok je Vettel odmah na startu pretekao Hamiltona. Zbog sudara Lancea Strolla i Carlosa Sainza u 18. krugu, Safety Car je izašao na stazu, i tom prilikom, Vettel je kroz bokseve pretekao Bottasa. Romain Grosjean i Nico Hülkenberg osvojili su prve bodove ove sezone, kao i momčad Renault.

### Rezultati kvalifikacija
| Poz. | Br. | Vozač             | Konstruktor          | Kvalifikacijska vremena | Kvalifikacijska vremena | Kvalifikacijska vremena | Grid |
| Poz. | Br. | Vozač             | Konstruktor          | Q1                      | Q2                      | Q3                      | Grid |
| ---- | --- | ----------------- | -------------------- | ----------------------- | ----------------------- | ----------------------- | ---- |
| 1.   | 77  | Valtteri Bottas   | Mercedes             | 1:31.041                | 1:29.555                | 1:28.769                | 1.   |
| 2.   | 44  | Lewis Hamilton    | Mercedes             | 1:30.814                | 1:29.535                | 1:28.792                | 2.   |
| 3.   | 5   | Sebastian Vettel  | Ferrari              | 1:31.037                | 1:29.596                | 1:29.247                | 3.   |
| 4.   | 3   | Daniel Ricciardo  | Red Bull-TAG Heuer   | 1:31.667                | 1:30.497                | 1:29.545                | 4.   |
| 5.   | 7   | Kimi Räikkönen    | Ferrari              | 1:30.988                | 1:29.843                | 1:29.567                | 5.   |
| 6.   | 33  | Max Verstappen    | Red Bull-TAG Heuer   | 1:30.904                | 1:30.307                | 1:29.687                | 6.   |
| 7.   | 27  | Nico Hülkenberg   | Renault              | 1:31.057                | 1:30.169                | 1:29.842                | 7.   |
| 8.   | 19  | Felipe Massa      | Williams-Mercedes    | 1:31.373                | 1:30.677                | 1:30.074                | 8.   |
| 9.   | 8   | Romain Grosjean   | Haas-Ferrari         | 1:31.691                | 1:30.857                | 1:30.763                | 9.   |
| 10.  | 30  | Jolyon Palmer     | Renault              | 1:31.458                | 1:30.899                | 1:31.074                | 10.  |
| 11.  | 26  | Daniil Kvyat      | Toro Rosso-Renault   | 1:31.531                | 1:30.923                |                         | 11.  |
| 12.  | 18  | Lance Stroll      | Williams-Mercedes    | 1:31.748                | 1:31.168                |                         | 12.  |
| 13.  | 94  | Pascal Wehrlein   | Sauber-Ferrari       | 1:31.995                | 1:31.414                |                         | 13.  |
| 14.  | 31  | Esteban Ocon      | Force India-Mercedes | 1:31.774                | 1:31.684                |                         | 14.  |
| 15.  | 14  | Fernando Alonso   | McLaren-Honda        | 1:32.054                | —                       |                         | 15.  |
| 16.  | 55  | Carlos Sainz Jr.  | Toro Rosso-Renault   | 1:32.118                |                         |                         | 16.  |
| 17.  | 2   | Stoffel Vandoorne | McLaren-Honda        | 1:32.313                |                         |                         | 17.  |
| 18.  | 11  | Sergio Pérez      | Force India-Mercedes | 1:32.318                |                         |                         | 18.  |
| 19.  | 9   | Marcus Ericsson   | Sauber-Ferrari       | 1:32.543                |                         |                         | 19.  |
| 20.  | 20  | Kevin Magnussen   | Haas-Ferrari         | 1:32.900                |                         |                         | 20.  |

### Rezultati utrke
| Poz. | Br. | Vozač             | Konstruktor               | Krugovi | Vrijeme / Razlog odustajanja | Grid | Bodovi |
| ---- | --- | ----------------- | ------------------------- | ------- | ---------------------------- | ---- | ------ |
| 1.   | 5   | Sebastian Vettel  | Ferrari                   | 57      | 1:33:53.374                  | 3.   | 25     |
| 2.   | 44  | Lewis Hamilton    | Mercedes                  | 57      | +6.660                       | 2.   | 18     |
| 3.   | 77  | Valtteri Bottas   | Mercedes                  | 57      | +20.397                      | 1.   | 15     |
| 4.   | 7   | Kimi Räikkönen    | Ferrari                   | 57      | +22.475                      | 5.   | 12     |
| 5.   | 3   | Daniel Ricciardo  | Red Bull Racing-TAG Heuer | 57      | +39.346                      | 4.   | 10     |
| 6.   | 19  | Felipe Massa      | Williams-Mercedes         | 57      | +54.326                      | 8.   | 8      |
| 7.   | 11  | Sergio Pérez      | Force India-Mercedes      | 57      | +1:02.606                    | 18.  | 6      |
| 8.   | 8   | Romain Grosjean   | Haas-Ferrari              | 57      | +1:14.865                    | 9.   | 4      |
| 9.   | 27  | Nico Hülkenberg   | Renault                   | 57      | +1:20.188                    | 7.   | 2      |
| 10.  | 11  | Esteban Ocon      | Force India-Mercedes      | 57      | +1:35.711                    | 14.  | 1      |
| 11.  | 94  | Pascal Wehrlein   | Sauber-Ferrari            | 56      | +1 Lap                       | 13.  |        |
| 12.  | 26  | Daniil Kvyat      | Toro Rosso-Renault        | 56      | +1 Lap                       | 11.  |        |
| 13.  | 30  | Jolyon Palmer     | Renault                   | 56      | +1 Lap                       | 10.  |        |
| 14.  | 14  | Fernando Alonso   | McLaren-Honda             | 54      | Motor                        | 15.  |        |
| -    | 9   | Marcus Ericsson   | Sauber-Ferrari            | 50      | Mjenjač                      | 19.  |        |
| -    | 55  | Carlos Sainz Jr.  | Toro Rosso-Renault        | 12      | Sudar                        | 16.  |        |
| -    | 18  | Lance Stroll      | Williams-Mercedes         | 12      | Sudar                        | 12.  |        |
| -    | 33  | Max Verstappen    | Red Bull Racing-TAG Heuer | 11      | Kočnice                      | 6.   |        |
| -    | 20  | Kevin Magnussen   | Haas-Ferrari              | 8       | Elektronika                  | 20.  |        |
| -    | 2   | Stoffel Vandoorne | McLaren-Honda             | 0       | Motor                        | –1   |        |

- ^  Stoffel Vandoorne nije startao utrku zbog kvara na motoru.

| Najbrži krug utrke | Lewis Hamilton 1:32.798                                                                         |
| Vodstvo u utrci    | Valtteri Bottas (1-13) Sebastian Vettel (14-33) Lewis Hamilton (34-41) Sebastian Vettel (42-57) |

### Ukupni poredak nakon 3 od 20 utrka
|   | Poz. | Vozač            | Bodovi |
| - | ---- | ---------------- | ------ |
|   | 1.   | Sebastian Vettel | 68     |
|   | 2.   | Lewis Hamilton   | 61     |
| 1 | 3.   | Valtteri Bottas  | 38     |
| 1 | 4.   | Kimi Räikkönen   | 34     |
| 2 | 5.   | Max Verstappen   | 25     |
|   | 6.   | Daniel Ricciardo | 22     |
| 1 | 7.   | Felipe Massa     | 16     |
| 1 | 8.   | Sergio Pérez     | 14     |
| 2 | 9.   | Carlos Sainz Jr. | 10     |
| 4 | 10.  | Romain Grosjean  | 4      |
| 1 | 11.  | Kevin Magnussen  | 4      |
|   | 12.  | Esteban Ocon     | 3      |
|   | 13.  | Nico Hülkenberg  | 2      |
| 3 | 14.  | Daniil Kvyat     | 2      |

|   | Poz. | Konstruktor          | Bodovi |
| - | ---- | -------------------- | ------ |
| 1 | 1.   | Ferrari              | 102    |
| 1 | 2.   | Mercedes             | 99     |
|   | 3.   | Red Bull-TAG Heuer   | 47     |
| 1 | 4.   | Force India-Mercedes | 17     |
| 1 | 5.   | Williams-Mercedes    | 16     |
| 2 | 6.   | Toro Rosso-Renault   | 12     |
|   | 7.   | Haas-Ferrari         | 8      |
|   | 8.   | Renault              | 2      |

 Velika nagrada Kine 2017. - Prošla utrka ← Formula 1 – sezona 2017. → Sljedeća utrka -  Velika nagrada Rusije 2017.